# Iwan Osarkewytsch (Kulturaktivist)

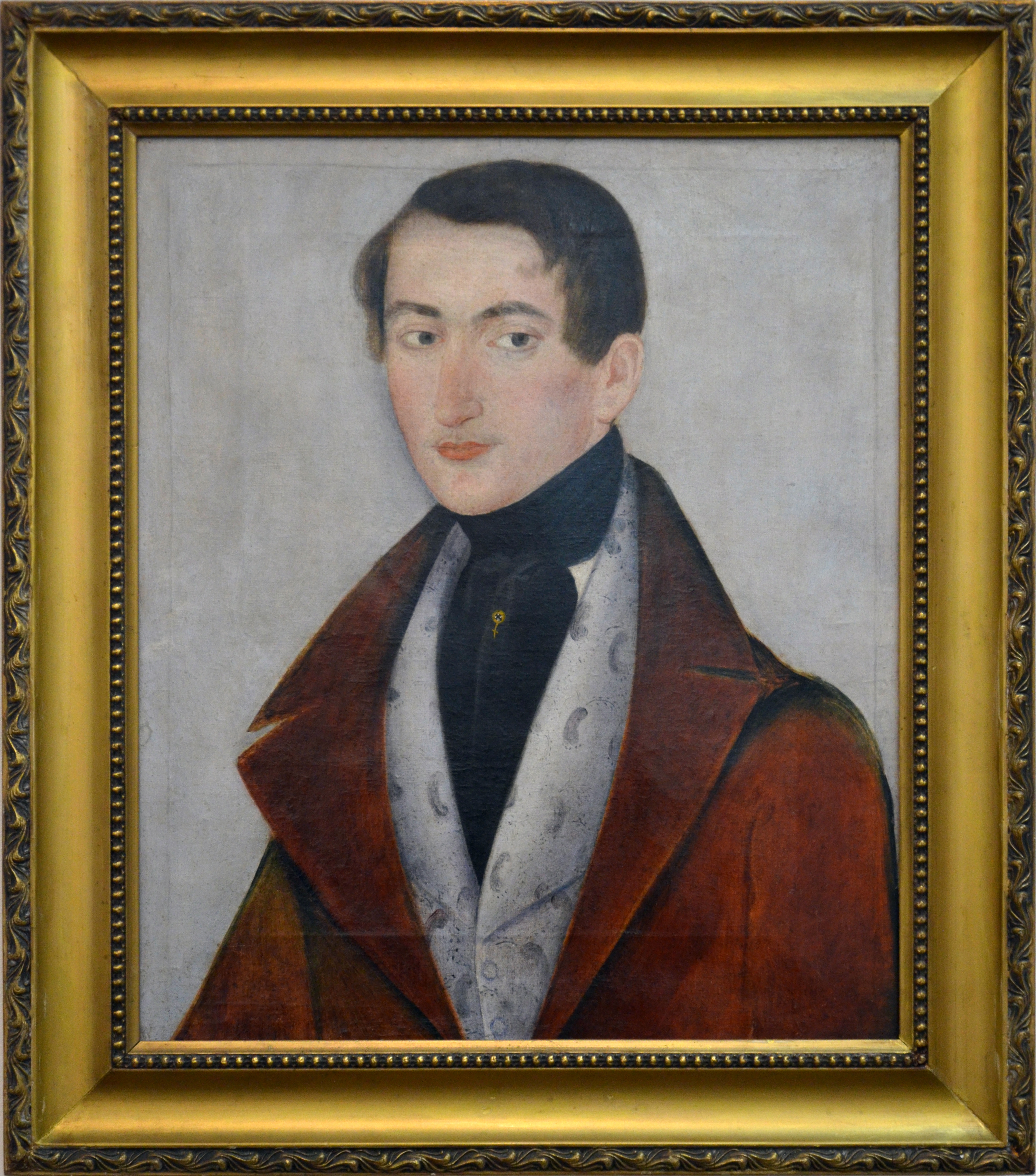
Iwan Osarkewytsch

Iwan Hryhorowytsch Osarkewytsch (ukrainisch Іван Григорович Озаркевич; * 1795 in Beleluja, Galizien, Kaisertum Österreich; † 20. August 1854 in Kolomyja, Kaisertum Österreich) war ein ukrainischer Priester der ukrainischen griechisch-katholischen Kirche, Autor, Kultur- und Bildungsaktivist sowie Mitbegründer des Amateurtheaters in Kolomyja, dem ersten öffentlichen ukrainischsprachigen Theater in Galizien.

## Leben
Iwan Osarkewytsch absolvierte 1824 die Theologische Fakultät der Universität Lemberg und nahm anschließend die Tätigkeit als Pfarrer in Hlyboka (Глибока) und Kolomyia auf. Während der Revolution von 1848/49 in Österreich war als aktives Mitglied der Ruska Rada in Kolomyia (ukrainisch Руська Рада) aktiv. Osarkewytsch führte ab dem 27. Maijul. / 8. Juni 1848greg. ukrainische Theaterstücke in Kolomyia und ab dem 19. Oktober 1848 in Lemberg auf und inszenierte in den darauffolgenden Jahren weitere Stücke. Insgesamt präsentierte das Theater drei Jahre lang 9 Produktionen, von denen 7 von Osarkewytsch stammten. Zudem überarbeitete er Stücke von Iwan Kotljarewskyj und Hryhorij Kwitka-Osnowjanenko. Des Weiteren übersetzte er 1852 ein Buch mit Fabeln von Äsop in die ukrainische Sprache und verfasste historische Romane sowie eine Sammlung von Gedichten. Iwan Franko schätze Osarkewytsch und erkannte die Bedeutung der von ihm angestoßenen Entwicklung der ukrainischen Kultur, insbesondere des Theaters.

## Familie
Iwan Osarkewytsch war der Vater des Priesters und galizischen Abgeordneten Iwan Osarkewytsch und Großvater der Schriftstellerin und Organisatorin der ukrainischen Frauenbewegung Natalija Kobrynska.

## Ehrungen
Am nach Iwan Osarkewytsch benannten Akademischen Regionalen Ukrainischen Dramentheater in Kolomyja ist zu seinem Gedenken eine Gedenktafel angebracht.